# Världsmästerskapen i simsport 2009
Världsmästerskapen i simsport 2009 anordnades i Italiens huvudstad Rom mellan 17 juli och 2 augusti 2009 och omfattade tävlingssimning på långbana samt öppet vatten-simning, simhopp, vattenpolo och konstsim.
Rom vann rättigheten att hålla i tävlingen den 16 juli 2005 i Montréal, Kanada. Där besegrade Rom Aten (Grekland), Moskva (Ryssland) och Yokohama (Japan).
I mästerskapen deltog 2556 idrottare från 185 länder.

## Anläggningar

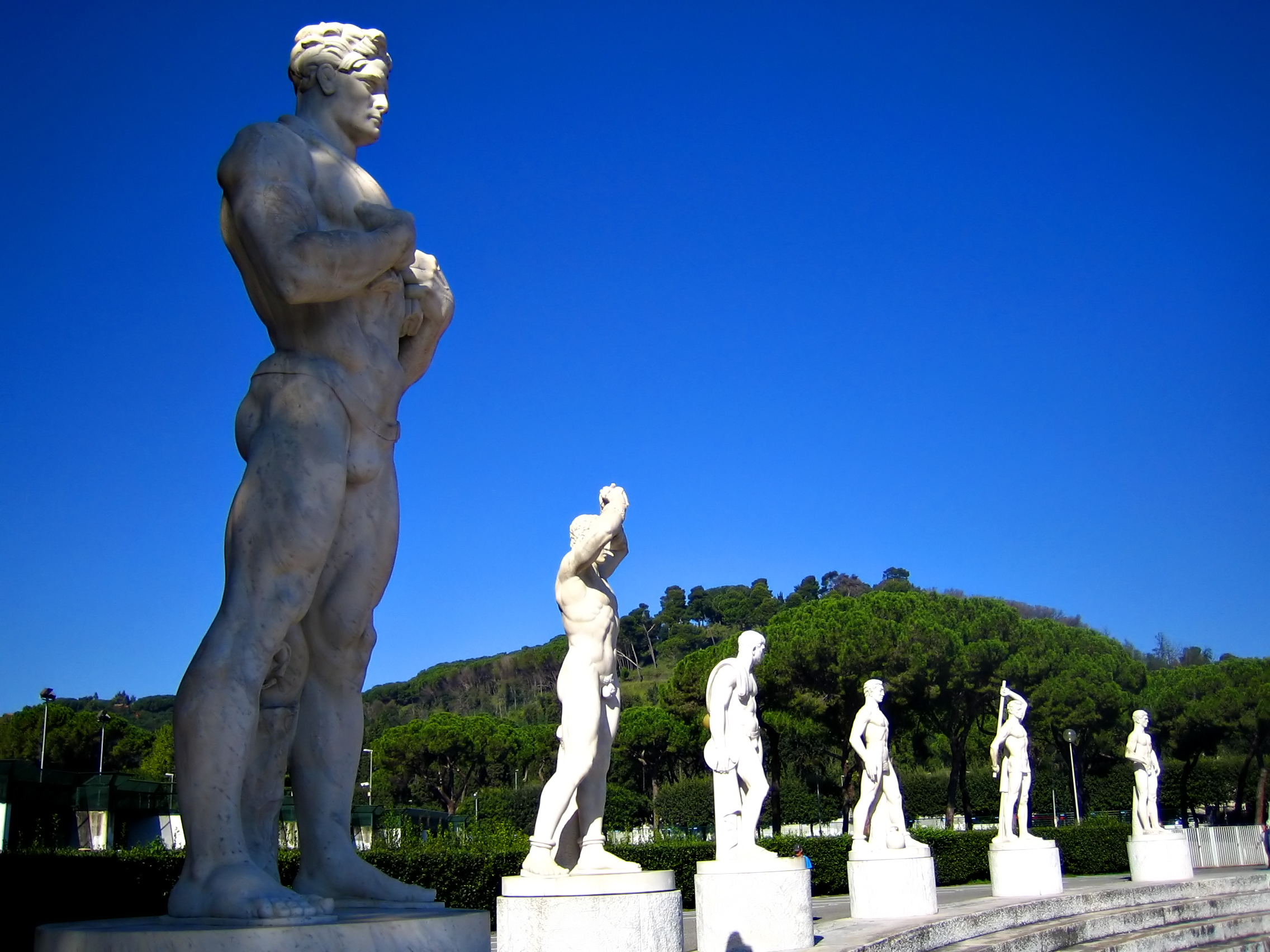
Simtävlingarna ägde rum i simstadion i Foro Italico-anläggningen i Rom.

- Foro Italico
- Ostia (öppet vatten)

## Medaljliga
| Pl.   | Nation         | Guld | Silver | Brons | Totalt |
| ----- | -------------- | ---- | ------ | ----- | ------ |
| 1     | USA            | 11   | 11     | 7     | 29     |
| 2     | Kina           | 11   | 7      | 11    | 29     |
| 3     | Ryssland       | 8    | 8      | 4     | 20     |
| 4     | Tyskland       | 7    | 4      | 1     | 12     |
| 5     | Australien     | 4    | 5      | 10    | 19     |
| 6     | Storbritannien | 4    | 3      | 2     | 9      |
| 7     | Italien        | 4    | 1      | 5     | 10     |
| 8     | Serbien        | 3    | 1      | 0     | 4      |
| 9     | Ungern         | 2    | 1      | 3     | 6      |
| 10    | Brasilien      | 2    | 1      | 1     | 4      |
| 11    | Spanien        | 1    | 7      | 3     | 11     |
| 12    | Japan          | 1    | 2      | 1     | 4      |
| 13    | Tunisien       | 1    | 2      | 0     | 3      |
| 14    | Danmark        | 1    | 1      | 0     | 2      |
| 14    | Sverige        | 1    | 1      | 0     | 2      |
| 14    | Zimbabwe       | 1    | 1      | 0     | 2      |
| 17    | Sydafrika      | 1    | 0      | 3     | 4      |
| 18    | Nederländerna  | 1    | 0      | 1     | 2      |
| 19    | Mexiko         | 1    | 0      | 0     | 1      |
| 20    | Kanada         | 0    | 4      | 5     | 9      |
| 21    | Frankrike      | 0    | 3      | 3     | 6      |
| 22    | Grekland       | 0    | 1      | 0     | 1      |
| 22    | Polen          | 0    | 1      | 0     | 1      |
| 24    | Österrike      | 0    | 0      | 1     | 1      |
| 24    | Kroatien       | 0    | 0      | 1     | 1      |
| 24    | Kuba           | 0    | 0      | 1     | 1      |
| 24    | Litauen        | 0    | 0      | 1     | 1      |
| 24    | Malaysia       | 0    | 0      | 1     | 1      |
| 24    | Norge          | 0    | 0      | 1     | 1      |
| 24    | Rumänien       | 0    | 0      | 1     | 1      |
| Summa | Summa          | 65   | 65     | 67    | 197    |

## Kalender
| ● | Öppningsceremoni |  | Försöksheat |  | Finaler* | ● | Avslutningsceremoni |

| Juli/augusti         | 17 | 18 | 19 | 20 | 21 | 22 | 23 | 24 | 25 | 26 | 27 | 28 | 29 | 30 | 31 | 1 | 2 | T  |
| -------------------- | -- | -- | -- | -- | -- | -- | -- | -- | -- | -- | -- | -- | -- | -- | -- | - | - | -- |
| Ceremonier           |    | ●  |    |    |    |    |    |    |    |    |    |    |    |    |    |   | ● |    |
| Tävlingssimning      |    |    |    |    |    |    |    |    |    | 4  | 4  | 5  | 4  | 5  | 5  | 6 | 7 | 40 |
| Öppet vatten-simning |    |    |    |    | 2  | 2  |    |    | 2  |    |    |    |    |    |    |   |   | 6  |
| Simhopp              | 1  | 2  | 2  |    | 2  |    | 2  | 1  | 1  |    |    |    |    |    |    |   |   | 10 |
| Vattenpolo           |    |    |    |    |    |    |    |    |    |    |    |    |    |    | 1  | 1 |   | 2  |
| Konstsim             |    |    | 1  | 1  | 1  | 1  | 1  | 1  | 1  |    |    |    |    |    |    |   |   | 7  |
| Finaler              | 1  | 2  | 3  | 1  | 5  | 3  | 2  | 2  | 4  | 4  | 4  | 5  | 4  | 5  | 6  | 7 | 7 | 65 |

*Dagar med finaler kan även innehålla försöksheat och dylikt.

## Resultat

### Simning

#### Herrar
| Gren:          | Guld:                                                    | Land | Tid      | Silver:                                                                | Land | Tid      | Brons:                                                            | Land:   | Tid      |
| Frisim         |                                                          |      |          |                                                                        |      |          |                                                                   |         |          |
| 400 m          | Paul Biedermann                                          | GER  | 3.40.07  | Oussama Mellouli                                                       | TUN  | 3.41.11  | Zhang Lin                                                         | CHN     | 3.41.35  |
| 200 m          | Paul Biedermann                                          | GER  | 1.42.00  | Michael Phelps                                                         | USA  | 1.43.22  | Danila Izotov                                                     | RUS     | 1.43.90  |
| 800 m          | Zhang Lin                                                | CHN  | 7.32.12  | Oussama Mellouli                                                       | TUN  | 7.35.27  | Ryan Cochrane                                                     | CAN     | 7.41.92  |
| 100 m          | César Cielo                                              | BRA  | 46.91    | Alain Bernard                                                          | FRA  | 47.12    | Frédérick Bousquet                                                | FRA     | 47.25    |
| 50 m           | César Cielo                                              | BRA  | 21.08    | Frédérick Bousquet                                                     | FRA  | 21.21    | Amaury Leveaux                                                    | FRA     | 21.25    |
| 1500 m         | Oussama Mellouli                                         | TUN  | 14.37.28 | Ryan Cochrane                                                          | CAN  | 14.41.38 | Sun Yang                                                          | CHN     | 14.46.84 |
| Bröstsim       |                                                          |      |          |                                                                        |      |          |                                                                   |         |          |
| 100 m          | Brenton Rickard                                          | AUS  | 58.58    | Hugues Duboscq                                                         | FRA  | 58.64    | Cameron van der Burgh                                             | RSA     | 58.95    |
| 50 m           | Cameron van der Burgh                                    | RSA  | 26.67    | Felipe Franca Silva                                                    | BRA  | 26.76    | Mark Gangloff                                                     | USA     | 26.86    |
| 200 m          | Daniel Gyurta                                            | HUN  | 2.07.64  | Eric Shanteau                                                          | USA  | 2.07.65  | Christian Sprenger Giedrius Titenis                               | AUS LTU | 2.07.80  |
| Fjärilsim      |                                                          |      |          |                                                                        |      |          |                                                                   |         |          |
| 50 m           | Milorad Čavić                                            | SRB  | 22.67    | Matthew Targett                                                        | AUS  | 22.73    | Rafael Muñoz                                                      | ESP     | 22.88    |
| 200 m          | Michael Phelps                                           | USA  | 1.51.51  | Pawel Korzeniowski                                                     | POL  | 1.53.23  | Takeshi Matsuda                                                   | JPN     | 1.53.32  |
| 100 m          | Michael Phelps                                           | USA  | 49.82    | Milorad Čavić                                                          | SRB  | 49.95    | Rafael Muñoz                                                      | ESP     | 50.41    |
| Ryggsim        |                                                          |      |          |                                                                        |      |          |                                                                   |         |          |
| 100 m          | Junya Koga                                               | JPN  | 52.26    | Helge Meeuw                                                            | GER  | 52.54    | Aschwin Wildeboer                                                 | ESP     | 53.64    |
| 200 m          | Aaron Peirsol                                            | USA  | 1.51.92  | Ryosuke Irie                                                           | JPN  | 1.52.51  | Ryan Lochte                                                       | USA     | 1.53.82  |
| 50 m           | Liam Tancock                                             | GBR  | 24.04    | Junya Koga                                                             | JPN  | 24.24    | Aaron Peirsol                                                     | RSA     | 24.34    |
| Medley         |                                                          |      |          |                                                                        |      |          |                                                                   |         |          |
| 200 m          | Ryan Lochte                                              | USA  | 1.54.10  | László Cseh                                                            | HUN  | 1.55.24  | Eric Shanteau                                                     | USA     | 1.55.36  |
| 400 m          | Ryan Lochte                                              | USA  | 4.07.01  | Tyler Clary                                                            | USA  | 4.07.31  | László Cseh                                                       | HUN     | 4.07.37  |
| Lagkapp frisim |                                                          |      |          |                                                                        |      |          |                                                                   |         |          |
| 4x100 m        | Michael Phelps Ryan Lochte Matt Grevers Nathan Adrian    | USA  | 3.09.21  | Jevgenij Lagunov Andrej Gretjin Danila Izotov Aleksandr Suchorukov     | RUS  | 3.09.52  | Fabien Gilot Alain Bernard Grégory Mallet Frédérick Bousquet      | FRA     | 3.09.89  |
| 4X200 m        | Michael Phelps Ricky Berens David Walters Ryan Lochte    | USA  | 6.58.55  | Nikita Lobintsev Michail Polisjtjuk Danila Izotov Aleksandr Suchorukov | RUS  | 6.59.15  | Kenrick Monk Robert Hurley Tommaso D'Orsogna Patrick Murphy       | AUS     | 7.01.65  |
| Lagkapp medley |                                                          |      |          |                                                                        |      |          |                                                                   |         |          |
| 4x100 m        | Aaron Peirsol Eric Shanteau Michael Phelps David Walters | USA  | 3.27.28  | Helge Meeuw Hendrik Feldwehr Benjamin Starke Paul Biedermann           | GER  | 3.28.58  | Ashley Delaney Brenton Rickard Andrew Lauterstein Matthew Targett | AUS     | 3.28.64  |

#### Damer
| Gren:          | Guld:                                                            | Land | Tid      | Silver:                                                          | Land | Tid      | Brons:                                                            | Land:   | Tid      |
| Frisim         |                                                                  |      |          |                                                                  |      |          |                                                                   |         |          |
| 400 m          | Federica Pellegrini                                              | ITA  | 3.59.15  | Joanne Jackson                                                   | GBR  | 4.00.60  | Rebecca Adlington                                                 | GBR     | 4.00.79  |
| 1500 m         | Alessia Filippi                                                  | ITA  | 15.44.93 | Lotte Friis                                                      | DEN  | 15.46.30 | Camelia Alina Potec                                               | ROU     | 15.55.63 |
| 200 m          | Federica Pellegrini                                              | ITA  | 1.52.28  | Allison Schmitt                                                  | USA  | 1.54.96  | Dana Vollmer                                                      | USA     | 1.55.64  |
| 100 m          | Britta Steffen                                                   | GER  | 52.07    | Francesca Halsall                                                | GBR  | 52.87    | Lisbeth Trickett                                                  | AUS     | 52.93    |
| 800 m          | Lotte Friis                                                      | DEN  | 8.15.92  | Joanne Jackson                                                   | GBR  | 8.16.66  | Alessia Filippi                                                   | ITA     | 8.17.21  |
| 50 m           | Britta Steffen                                                   | GER  | 23.73    | Therese Alshammar                                                | SWE  | 23.88    | Cate Campbell Marleen Veldhuis                                    | AUS NED | 23.99    |
| Bröstsim       |                                                                  |      |          |                                                                  |      |          |                                                                   |         |          |
| 100 m          | Rebecca Soni                                                     | USA  | 1.04.93  | Julija Jefimova                                                  | RUS  | 1.05.41  | Kasey Carlson                                                     | USA     | 1.05.75  |
| 200 m          | Nadja Higl                                                       | SRB  | 2.21.62  | Annamay Pierse                                                   | CAN  | 2.21.84  | Mirna Jukić                                                       | AUT     | 2.21.97  |
| 50 m           | Julija Jefimova                                                  | RUS  | 30.09    | Rebecca Soni                                                     | USA  | 30.11    | Sarah Katsoulis                                                   | AUS     | 30.16    |
| Fjärilsim      |                                                                  |      |          |                                                                  |      |          |                                                                   |         |          |
| 100 m          | Sarah Sjöström                                                   | SWE  | 56.06    | Jessicah Schipper                                                | AUS  | 56.23    | Jiao Liuyang                                                      | CHN     | 56.86    |
| 200 m          | Jessicah Schipper                                                | AUS  | 2.03.41  | Liu Zige                                                         | CHN  | 2.03.90  | Katinka Hosszú                                                    | HUN     | 2.04.28  |
| 50 m           | Marieke Guehrer                                                  | AUS  | 25.48    | Zhou Yafei                                                       | CHN  | 25.57    | Ingvild Snildal                                                   | NOR     | 25.58    |
| Ryggsim        |                                                                  |      |          |                                                                  |      |          |                                                                   |         |          |
| 100 m          | Gemma Spofforth                                                  | GBR  | 58.12    | Anastasija Zujeva                                                | RUS  | 58.18    | Emily Seebohm                                                     | AUS     | 58.88    |
| 50 m           | Zhao Jing                                                        | CHN  | 27.06    | Daniela Samulski                                                 | GER  | 27.23    | Gao Chang                                                         | CHN     | 27.28    |
| 200 m          | Kirsty Coventry                                                  | ZIM  | 2.04.81  | Anastasija Zujeva                                                | RUS  | 2.04.94  | Elizabeth Beisel                                                  | USA     | 2.06.39  |
| Medley         |                                                                  |      |          |                                                                  |      |          |                                                                   |         |          |
| 200 m          | Ariana Kukors                                                    | USA  | 2.06.15  | Stephanie Rice                                                   | AUS  | 2.07.03  | Katinka Hosszú                                                    | HUN     | 2.07.46  |
| 400 m          | Katinka Hosszú                                                   | HUN  | 4.30.31  | Kirsty Coventry                                                  | ZIM  | 4.32.12  | Stephanie Rice                                                    | AUS     | 4.32.29  |
| Lagkapp frisim |                                                                  |      |          |                                                                  |      |          |                                                                   |         |          |
| 4x100 m        | Inge Dekker Ranomi Kromowidjojo Femke Heemskerk Marleen Veldhuis | NED  | 3.31.72  | Britta Steffen Daniela Samulski Petra Dallmann Daniela Schreiber | GER  | 3.31.83  | Lisbeth Trickett Marieke Guehrer Shayne Reese Felicity Galvez     | AUS     | 3.33.01  |
| 4x200 m        | Yang Yu Zhu Qian Wei Liu Jing Pang Jiaying                       | CHN  | 7.42.08  | Dana Vollmer Lacey Nymeyer Ariana Kukors Allison Schmitt         | USA  | 7.42.56  | Joanne Jackson Jazmin Carlin Caitlin McClatchey Rebecca Adlington | GBR     | 7.45.51  |
| Lagkapp medley |                                                                  |      |          |                                                                  |      |          |                                                                   |         |          |
| 4x100 m        | Zhao Jing Chen Huijia Jiao Liuyang Li Zhesi                      | CHN  | 3.52.19  | Emily Seebohm Sarah Katsoulis Jessicah Schipper Lisbeth Trickett | AUS  | 3.52.58  | Daniela Samulski Sarah Poewe Annika Mehlhorn Britta Steffen       | GER     | 7.42.08  |

##### Rekord
Följande världs- och mästerskapsrekord blev slagna i detta mästerskap.

###### Världsrekord
| Datum     | Gren                                 | Tid     | Namn                                                                | Nation         |
| --------- | ------------------------------------ | ------- | ------------------------------------------------------------------- | -------------- |
| 26 juli   | 100m Fjärilsim Damer Semifinal       | 56.44   | Sarah Sjöström                                                      | Sverige        |
| 26 juli   | 400m Frisim Herrar Final             | 3:40.07 | Paul Biedermann                                                     | Tyskland       |
| 26 juli   | 200m Medley Damer Semifinal          | 2:07.03 | Ariana Kukors                                                       | USA            |
| 26 juli   | 400m Frisim Damer Final              | 3:59.15 | Federica Pellegrini                                                 | Italien        |
| 26 juli   | 4×100m Frisim Damer Final            | 3:31.72 | Inge Dekker, Ranomi Kromowidjojo, Femke Heemskerk, Marleen Veldhuis | Nederländerna  |
| 26 juli   | 100m Frisim Damer                    | 52.22   | Britta Steffen                                                      | Tyskland       |
| 27 juli   | 100m Bröstsim Herrar Final           | 58.58   | Brenton Rickard                                                     | Australien     |
| 27 juli   | 100m Fjärilsim Damer Final           | 56.06   | Sarah Sjöström                                                      | Sverige        |
| 27 juli   | 200m Medley Damer Final              | 2:06.15 | Ariana Kukors                                                       | USA            |
| 27 juli   | 100m Ryggsim Damer Semifinal         | 58.48   | Anastasija Zujeva                                                   | Ryssland       |
| 27 juli   | 100m Bröstsim Damer Semifinal        | 1:04.84 | Rebecca Soni                                                        | USA            |
| 28 juli   | 200m Frisim Herrar Final             | 1:42.00 | Paul Biedermann                                                     | Tyskland       |
| 28 juli   | 100m Ryggsim Damer Final             | 58.12   | Gemma Spofforth                                                     | Storbritannien |
| 28 juli   | 50m Bröstsim Herrar Semifinal        | 26.74   | Cameron van der Burgh                                               | Sydafrika      |
| 28 juli   | 200m Frisim Damer Semifinal          | 1:53.67 | Federica Pellegrini                                                 | Italien        |
| 29 juli   | 200m Fjärilsim Damer Försök          | 2:04.14 | Mary Descenza                                                       | USA            |
| 29 juli   | 50m Ryggsim Damer Semifinal          | 27.39   | Daniela Samulski                                                    | Tyskland       |
| 29 juli   | 50m Ryggsim Damer Semifinal          | 27.38   | Anastasija Zujeva                                                   | Ryssland       |
| 29 juli   | 200m Fjärilsim Herrar Final          | 1:51.51 | Michael Phelps                                                      | USA            |
| 29 juli   | 200m Frisim Damer Final              | 1:52.98 | Federica Pellegrini                                                 | Italien        |
| 29 juli   | 50m Bröstsim Herrar Final            | 26.67   | Cameron van der Burgh                                               | Sydafrika      |
| 29 juli   | 800m Frisim Herrar Final             | 7:32.12 | Zhang Lin                                                           | Kina           |
| 30 juli   | 200m Individuell medley Herrar Final | 1:54.10 | Ryan Lochte                                                         | USA            |
| 30 juli   | 200m Bröstsim Damer Semifinal        | 2:20.12 | Annamay Pierse                                                      | Kanada         |
| 30 juli   | 100m Frisim Herrar Final             | 46.91   | César Cielo                                                         | Brasilien      |
| 30 juli   | 200m Fjärilsim Damer Final           | 2:03.41 | Jessicah Schipper                                                   | Australien     |
| 30 juli   | 200m Bröstsim Herrar Semifinal       | 2:07.31 | Christian Sprenger                                                  | Australien     |
| 30 juli   | 50m Ryggsim Damer Final              | 27.06   | Zhao Jing                                                           | Kina           |
| 30 juli   | 4x200m Frisim Damer Final            | 7:42.08 | Yang Yu, Zhu Qianwei, Liu Jing, Pang Jiaying                        | Kina           |
| 31 juli   | 100m Frisim Damer Final              | 52.07   | Britta Steffen                                                      | Tyskland       |
| 31 juli   | 200m Ryggsim Herrar Final            | 1:51.92 | Aaron Peirsol                                                       | USA            |
| 31 juli   | 50m Fjärilsim Damer Semifinal        | 25.07   | Therese Alshammar                                                   | Sverige        |
| 31 juli   | 100m Fjärilsim Herrar Semifinal      | 50.01   | Milorad Cavic                                                       | Serbien        |
| 31 juli   | 4x200m Frisim Herrar Final           | 6:58.55 | Michael Phelps, Ricky Berens, David Walters, Ryan Lochte            | USA            |
| 1 augusti | 200m Ryggsim Damer Final             | 2:04.81 | Kirsty Coventry                                                     | Zimbabwe       |
| 1 augusti | 100m Fjärilsim Herrar Final          | 49.82   | Michael Phelps                                                      | USA            |
| 1 augusti | 50m Ryggsim Herrar Semifinal         | 24.08   | Liam Tancock                                                        | Storbritannien |
| 1 augusti | 4x100m Medley Damer Final            | 3:52.19 | Zhao Jing, Chen Huijia, Jiao Liuyang, Li Zhesi                      | Kina           |
| 2 augusti | 50m Ryggsim Herrar Final             | 24.04   | Liam Tancock                                                        | Storbritannien |
| 2 augusti | 50m Bröstsim Damer Final             | 30.09   | Julija Jefimova                                                     | Ryssland       |
| 2 augusti | 50m Frisim Damer Final               | 23.73   | Britta Steffen                                                      | Tyskland       |
| 2 augusti | 4x100m Medley Herrar Final           | 3:27.28 | Aaron Peirsol, Eric Shanteau, Michael Phelps, David Walters         | USA            |

###### Mästerskapsrekord
| Datum     | Gren                           | Tid      | Namn                                                                | Nation         |
| --------- | ------------------------------ | -------- | ------------------------------------------------------------------- | -------------- |
| 26 juli   | 100m Fjärilsim Damer Försök    | 56.76    | Sarah Sjöström                                                      | Sverige        |
| 26 juli   | 200m Medley Damer Försök       | 2:08.53  | Ariana Kukors                                                       | USA            |
| 26 juli   | 50m Fjärilsim Herrar Försök    | 22.90    | Roland Schoeman                                                     | Sydafrika      |
| 26 juli   | 50m Fjärilsim Herrar Försök    | 22.90    | Rafael Muñoz                                                        | Spanien        |
| 26 juli   | 400m Frisim Damer Försök       | 4:01.96  | Federica Pellegrini                                                 | Italien        |
| 26 juli   | 100m Bröstsim Herrar Försök    | 58.98    | Brenton Rickard                                                     | Australien     |
| 26 juli   | 4×100m Frisim Damer Försök     | 3:34.74  | Britta Steffen, Daniela Samulski, Petra Dallmann, Daniela Schreiber | Tyskland       |
| 26 juli   | 100m Frisim Herrar             | 47.39    | César Cielo                                                         | Brasilien      |
| 26 juli   | 4×100m Frisim Herrar Försök    | 3:11.26  | César Cielo, Nicolas Oliveira, Guiherme Santos, Fernando Silva      | Brasilien      |
| 26 juli   | 50m Fjärilsim Herrar Semifinal | 22.68    | Rafael Munoz                                                        | Spanien        |
| 26 juli   | 100m Bröstsim Herrar Semifinal | 58.96    | Eric Shanteau                                                       | USA            |
| 26 juli   | 100m Frisim Herrar             | 47.09    | César Cielo                                                         | Brasilien      |
| 26 juli   | 4×100m Frisim Herrar Final     | 3:09.21  | Michael Phelps, Ryan Lochte, Matt Grevers, Nathan Adrian            | USA            |
| 27 juli   | 100m Ryggsim Damer Försök      | 58.78    | Gemma Spofforth                                                     | Storbritannien |
| 27 juli   | 100m Bröstsim Damer Försök     | 1:05.66  | Rebecca Soni                                                        | USA            |
| 27 juli   | 100m Ryggsim Herrar Försök     | 52.93    | Aschwin Wildeboer                                                   | Spanien        |
| 27 juli   | 100m Ryggsim Herrar Semifinal  | 52.39    | Junya Koga                                                          | Japan          |
| 27 juli   | 100m Fjärilsim Herrar Final    | 22.67    | Milorad Cavic                                                       | Serbien        |
| 27 juli   | 200m Frisim Herrar Semifinal   | 1:43.65  | Paul Biedermann                                                     | Tyskland       |
| 28 juli   | 50m Bröstsim Herrar Försök     | 26.92    | Cameron van der Burgh                                               | Sydafrika      |
| 28 juli   | 1500m Frisim Damer Final       | 15:44.93 | Alessia Filippi                                                     | Italien        |
| 28 juli   | 100m Ryggsim Herrar Försök     | 52.26    | Junya Koga                                                          | Japan          |
| 29 juli   | 50m Ryggsim Damer              | 27.65    | Aleksandra Gerasimenya                                              | Belarus        |
| 30 juli   | 200m Bröstsim Damer Försök     | 2:21.68  | Annamay Pierse                                                      | Kanada         |
| 30 juli   | 200m Bröstsim Herrar Försök    | 2:08.55  | Eric Shanteau                                                       | USA            |
| 30 juli   | 4x200m Frisim Damer Försök     | 7:49.04  | Caitlin McClatchey, Jazmin Carlin, Hannah Miley, Rebecca Adlington  | Storbritannien |
| 30 juli   | 200m Bröstsim Damer Semifinal  | 2:20.93  | Rebecca Soni                                                        | USA            |
| 30 juli   | 200m Ryggsim Herrar Semifinal  | 1:54.06  | Aaron Peirsol                                                       | USA            |
| 31 juli   | 200m Frisim Herrar Försök      | 21.37    | César Cielo                                                         | Brasilien      |
| 31 juli   | 50m Fjärilsim Damer Försök     | 25.44    | Therese Alshammar                                                   | Sverige        |
| 31 juli   | 200m Ryggsim Damer Försök      | 2:06.72  | Kirsty Coventry                                                     | Zimbabwe       |
| 31 juli   | 50m Fjärilsim Damer Semifinal  | 25.28    | Marleen Veldhuis                                                    | Nederländerna  |
| 31 juli   | 50m Frisim Herrar Semifinal    | 21.29    | Duje Draganja                                                       | Kroatien       |
| 31 juli   | 50m Frisim Herrar Semifinal    | 21.21    | Frédérick Bousquet                                                  | Frankrike      |
| 31 juli   | 200m Ryggsim Damer Semifinal   | 2:05.86  | Kirsty Coventry                                                     | Zimbabwe       |
| 1 augusti | 50m Frisim Damer Försök        | 24.24    | Cate Campbell                                                       | Australien     |
| 1 augusti | 50m Bröstsim Damer Försök      | 30.34    | Kasey Carlson                                                       | USA            |
| 1 augusti | 50m Bröstsim Damer Försök      | 30.24    | Julija Jefimova                                                     | Ryssland       |
| 1 augusti | 50m Ryggsim Herrar Försök      | 24.49    | Guilherme Guido                                                     | Brasilien      |
| 1 augusti | 50m Frisim Herrar Final        | 21.08    | César Cielo                                                         | Brasilien      |
| 1 augusti | 50m Frisim Damer Semifinal     | 24.08    | Cate Campbell                                                       | Australien     |
| 1 augusti | 800m Frisim Damer Final        | 8:15.92  | Lotte Friis                                                         | Danmark        |
| 2 augusti | 400m Medley Damer Final        | 4:30.31  | Katinka Hosszú                                                      | Ungern         |
| 2 augusti | 100m Ryggsim Herrar            | 52.19    | Aaron Peirsol                                                       | USA            |

### Öppet vatten-simning

#### Herrar
| Distans: | Guld:         | Land | Tid       | Silver:             | Land | Tid       | Brons:           | Land: | Tid       |
| 5 km     | Thomas Lurz   | GER  | 56.26,9   | Spyridon Gianniotis | GRE  | 56.27,2   | Chad Ho          | RSA   | 56.41,9   |
| 10 km    | Thomas Lurz   | GER  | 1:52.06,9 | Andrew Gemmell      | USA  | 1:52.08,3 | Fran Crippen     | USA   | 1:52.10,7 |
| 25 km    | Valerio Cleri | ITA  | 5:26.31,6 | Trent Grimsey       | AUS  | 5:26.50,7 | Vladimir Djatjin | RUS   | 5:29.29,3 |

#### Damer
| Distans: | Guld:           | Land | Tid       | Silver:                 | Land | Tid       | Brons:           | Land: | Tid       |
| 5 km     | Melissa Gorman  | AUS  | 56.55,8   | Larisa Iltjenko         | RUS  | 56.56,3   | Poliana Okimoto  | BRA   | 56.59,3   |
| 10 km    | Keri-Anne Payne | GBR  | 2:01.37,1 | Jekaterina Seliverstova | RUS  | 2:01.38,0 | Martina Grimaldi | ITA   | 2:01.38,6 |
| 25 km    | Angela Maurer   | GER  | 5:47.48,0 | Anna Uvarova            | RUS  | 5:47.51,9 | Federica Vitale  | ITA   | 5:47.52,7 |

### Simhopp

#### Herrar
| Gren:        | Guld:             | Land | Poäng  | Silver:                     | Land | Poäng  | Brons:                         | Land: | Poäng   |
| Individuellt |                   |      |        |                             |      |        |                                |       |         |
| 1 m          | Qin Kai           | CHN  | 449,00 | Zhang Xinhua                | CHN  | 445,90 | Matthew Mitcham                | AUS   | 440,20  |
| 3 m          | He Chong          | CHN  | 505,20 | Troy Dumais                 | USA  | 498,40 | Alexandre Despatie             | CAN   | 490,30  |
| 10 m         | Tom Daley         | GBR  | 539,85 | Qiu Bo                      | CHN  | 532,20 | Zhou Lüxin                     | CHN   | 530,55  |
| Synchro      |                   |      |        |                             |      |        |                                |       |         |
| 3 m          | Qin Kai Wang Feng | CHN  | 467,94 | Troy Dumais Kristian Ipsen  | USA  | 445,59 | Alexandre Despatie Reuben Ross | CAN   | 428,64  |
| 10 m         | Huo Liang Lin Yue | CHN  | 482,58 | David Boudia Thomas Finchum | USA  | 456,84 | José Guerra Jeinkler Aguirre   | CUB   | 4256,60 |

#### Damer
| Gren:        | Guld:                  | Land | Poäng  | Silver:                             | Land | Poäng  | Brons:                                  | Land: | Poäng  |
| Individuellt |                        |      |        |                                     |      |        |                                         |       |        |
| 1 m          | Julija Pachalina       | RUS  | 325,05 | Wu Minxia                           | CHN  | 311,90 | Wang Han                                | CHN   | 303,95 |
| 3 m          | Guo Jingjing           | CHN  | 388,20 | Emilie Heymans                      | CAN  | 346,45 | Tania Cagnoto                           | ITA   | 341,25 |
| 10 m         | Paola Espinosa         | MEX  | 428,25 | Chen Ruolin                         | CHN  | 417,60 | Kang Li                                 | CHN   | 410,35 |
| Synchro      |                        |      |        |                                     |      |        |                                         |       |        |
| 3 m          | Guo Jingjing Wu Minxia | CHN  | 348,00 | Tania Cagnotto Francesca Dallape    | ITA  | 329,70 | Julija Pachalina Anastasija Pozdnjakova | RUS   | 310,80 |
| 10 m         | Chen Ruolin Wang Xin   | CHN  | 369,18 | Mary Beth Dunnichay Haley Ishimatsu | USA  | 324,66 | Leong Mun Yee Pandelela Rinong Pamg     | MAS   | 310,80 |

### Konstsim
| Gren:        | Guld: | Land | Poäng  | Silver: | Land | Poäng  | Brons: | Land: | Poäng  |
| Individuellt | |      |        | |      |        | |       |        |
| Teknisk      | Natalia Isjtjenko | RUS  | 98,667 | Gemma Mengual | ESP  | 97,833 | Marie-Pier Boudreau Gagnon | CAN   | 96,000 |
| Fri          | Natalia Isjtjenko | RUS  | 98,833 | Gemma Mengual | ESP  | 98,333 | Beatrice Adelizzi | ITA   | 95,500 |
| Par          | |      |        | |      |        | |       |        |
| Teknisk      | Anastasia Davidova Svetlana Romasjina | RUS  | 98,667 | Andrea Fuentes Gemma Mengual                                                                                                 | ESP  | 97,333 | Jiang Tingting Jiang Wenwen | CHN   | 95,667 |
| Fri          | Natalia Isjtjenko Svetlana Romasjina | RUS  | 98,833 | Andrea Fuentes Gemma Mengual                                                                                                 | ESP  | 98,333 | Jiang Tingting Jiang Wenwen | CHN   | 97,000 |
| Lag          | |      |        | |      |        | |       |        |
| Teknisk      | Daria Korobova Anna Nasekina Aleksandra Patskevitj Victoria Sjestakovitj Alla Sjisjkina Elizaveta Stepanova Anzjelika Timanina Sofia Volkova       | RUS  | 98,833 | Ona Carbonell Raquel Corral Margalida Crespi Andrea Fuentes Thaïs Henríquez Paula Klamburg Irina Rodríguez Cristina Salvador | ESP  | 97,833 | Huang Xuechen Jiang Tingting Jiang Wenwen Liu Ou Luo Xi Wang Na Wu Yiwen Zhang Xiaohuan                                                                      | CHN   | 96,667 |
| Fri          | Anastasia Davidova Natalia Isjtjenko Daria Korobova Anna Nasekina Aleksandra Patskevitj Svetlana Romasjina Alla Sjisjkina Anzjelika Timanina       | RUS  | 99,167 | Ona Carbonell Raquel Corral Margalida Crespi Andrea Fuentes Thaïs Henríquez Paula Klamburg Gemma Mengual Irina Rodríguez     | ESP  | 98,167 | Huang Xuechen Jiang Tingting Jiang Wenwen Liu Ou Luo Xi Wang Na Wu Yiwen Zhang Xiaohuan                                                                      | CHN   | 97,167 |
| Kombination  | Alba Cabello Ona Carbonell Raquel Corral Margalida Crespi Andrea Fuentes Thais Henriques Paula Klamburg Gemma Mengual Gisela Moron Irina Rodriguez | ESP  | 98,333 | Huang Xuechen Jiang Tingting Jiang Wenwen Liu Ou Luo Xi Shi Xin Sun Wenyan Wang Na Wu Yiwen Zhang Xiaohuan                   | CHN  | 97,667 | Marie-Pier Boudreau Gagnon Camille Bowness Jo-Annie Fortin Sandy Gill Chloe Isaac Eve Lamoureux Stephanie Leclair Elise Marcotte Karine Thomas Valerie Welsh | CAN   | 96,167 |

### Vattenpolo

#### Herrar
| Guld:   | Silver: | Brons:   |  |  |  |  |  |  |  |
|         |         |          |  |  |  |  |  |  |  |
| Serbien | Spanien | Kroatien |  |  |  |  |  |  |  |

Final:  SRB -  ESP 14-3

Bronsmatch:  CRO -  USA 8-6

Semifinaler:  SRB -  CRO 12-11,  ESP -  USA 7-6

#### Damer
| Guld: | Silver: | Brons:   |  |  |  |  |  |  |  |
|       |         |          |  |  |  |  |  |  |  |
| USA   | Kanada  | Ryssland |  |  |  |  |  |  |  |

Final:  CAN -  USA 6-7

Bronsmatch:  RUS -  GRE 10-9

Semifinaler:  CAN -  RUS 8-7,  GRE -  USA 7-8

## FINA kongressen 2009
Som vanligt med VM håller FINA sin allmänna kongress i Rom under evenemanget den 24 juli 2009 från 9:00 . Vid detta möte kommer den av 22 medlemmar bestående FINA Bureau (Styrelsen för IF) att väljas för mandatperioden 2009-2013. Även FINA:s regler, presidiet kommer att väljas samt verkställande tjänstemän det vill säga ordförande, kassör och sekreterare). 
Utöver den allmänna kongressen, tekniska kongresser (TCS), eller disciplin-specifika möten, kommer att vara i varje nuvarande disciplin samt en extrakongress på Masters regler. Datum för dessa möten är: 
- 15 juli: Simhopp TC, Open Water TC
- 16 juli: Synchronized Swimming TC, Vattenpolo TC
- 23 juli: Simning TC, Masters EG.

## Tekniska förändringar
FINA beslutade att införliva förslaget angående ändringarna i baddräktdesign strax före VM 2009, detta förslag leder till att så kallade superdräkter kommer att förbjudas efter VM. I superdräkterna finns bland annat polyuretan vilket hävdats från vissa håll gör så att prestandan ökar. Detta påstående stöds av det stora antalet nationella och internationella rekord som har brutits.  I synnerhet är det Arena X-Glides baddräkt, som bärs av tyska Paul Biedermann, som gjort att han har en stor fördel och gör det möjligt för honom att slå Ian Thorpes världsrekord på 400m samt besegra Michael Phelps på 200m frisim.

### Fotnoter
1. ↑  ”PR52 - 13th FINA WORLD CHAMPIONSHIPS - Record of participation in Rome (ITA)” (på engelska). FINA. Arkiverad från originalet den 24 maj 2012. http://archive.is/2012.05.24-224736/http://www.fina.org/project/index.php?option=com_content&task=view&id=2515&Itemid=108.
2. ↑  http://www.fina.org/projekt/index.php?option=com_jcalpro&Itemid=136 FINA Kalender: juli 2009
3. ↑  ”Directory Bureau”. FINA. Arkiverad från originalet den 24 maj 2012. https://archive.is/20120524224737/http://www.fina.org/project/index.php?option=com_content&task=view&id=66&Itemid=115. Läst 24 maj 2012.
4. ↑  https://web.archive.org/web/20090731153259/http://www.news.com.au/couriermail/story/0%2C23739%2C25849712-952%2C00.html nyhetsartikel
5. ↑  ”The science behind the swimsuit war”. NBC. Arkiverad från originalet den 31 juli 2009. https://web.archive.org/web/20090731011438/http://cosmiclog.msnbc.msn.com/archive/2009/07/29/2013052.aspx. Läst 29 juli 2009.
6. ↑  Chris Chase (28 juli 2009). 179248 ”Ner går Michael: Phelps slog på 200m fritt, första förlusten sedan'05”. Yahoo. http://sports.yahoo.com/olympics/beijing/blog/fourth_place_medal/post/Down-goes-Michael-Phelps-beat-in-200m-free-fir?urn=oly, 179248. Läst 29 juli 2009.